# 大山智弥子
大山 智弥子（おおやま ちやこ、1926年12月10日 - 2006年6月6日）は、元極真会館大山派館長。旧姓：藤巻 照子（ふじまき てるこ）。東京市日本橋区（現・東京都中央区日本橋）出身。夫は極真会館創始者の大山倍達。娘は3人おり、三女は大山喜久子。弟は俳優の藤巻潤。

## 人物
1946年6月、大山倍達と結婚。旧名は「照子」、結婚後「置弥子（のちに智弥子）」と改名。倍達存命時は極真会館の事務長を務めた。
1994年、大山倍達の死後に極真は分裂。翌年2月に高木薫ら5人の支部長とともに大山智弥子未亡人を館長とし遺族派を結成する。
1995年4月、遺族派と支部長協議会派が合流し、大山派館長に就任。しかし1998年には大山派館長を辞任し、大山智弥子を含む旧遺族派は極真会館 宗家として、旧支部長協議会派は新極真会として再分裂した。
2002年には角川書店より『わが夫、大山倍達』を出版。
2006年6月6日、胃癌にて死去。79歳没。葬儀では智弥子とその娘たちとも親しく、大山倍達の高弟である山崎照朝をはじめ、倍達の没後に袂を分かった門下生たちが一堂に会して偲んだ。

## 著書
- わが夫、大山倍達 （2002年）ISBN 978-4043627028（角川書店）

## モデルになった作品
映画
- けんか空手 極真拳 （1975年） - 多岐川裕美 ※大山倍達は千葉真一。
- けんか空手 極真無頼拳（1975年） - 多岐川裕美 ※大山倍達は千葉真一。
- 風のファイター （2004年） - 平山あや ※大山倍達はヤン・ドングン。